# Geografia del Togo

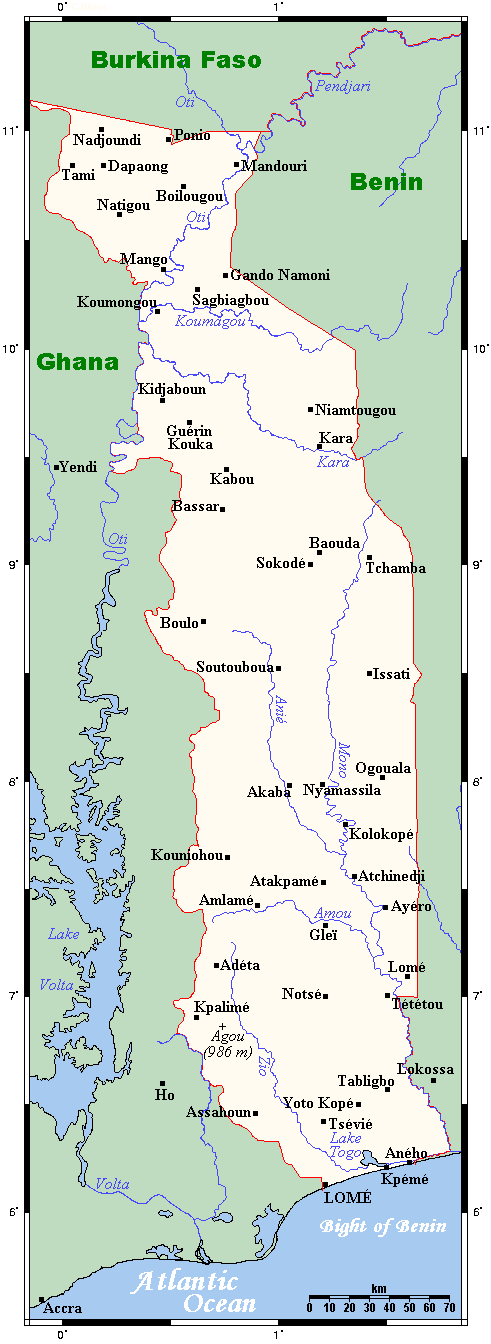
Mappa del Togo.

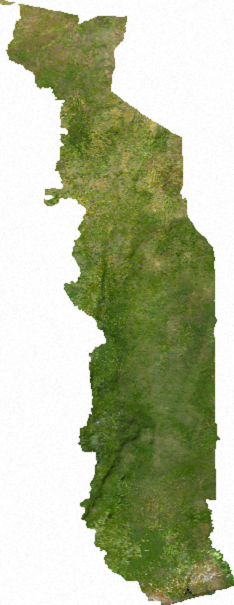
Immagine satellitare del Togo.

Il Togo non costituisce un'unità geomorfologica ben definita, una regione cioè che presenti caratteristiche fisiche unitarie. È costituito da una striscia di territorio, stretta e sottile, allungata da sud a nord per circa 600 km, che con un breve tratto costiero (circa 70 km) si affaccia al golfo di Guinea, presentando aspetti morfologici, climatici, idrografici e vegetali propri in generale della più vasta regione delimitata a sud dalla Costa degli Schiavi, la cui rientranza forma il golfo di Benin.

## Geologia
Morfologicamente il territorio del Togo non è molto vario, trattandosi di una sezione del continente africano che non fu mai ravvivata né da movimenti orogenetici né da vistose dislocazioni; in particolare esso si estende sul penepiano costituito dal versante meridionale della dorsale (o anticlinale) che separa tra loro i bacini voltaico e nigerino, al di sopra della quale emerge una linea di antichi rilievi (i Monti del Togo, prosecuzione della catena dell'Atakora) che in senso submeridiano attraversano il Paese, costituendone l'elemento morfologico più caratteristico, con una funzione determinante per quanto riguarda i suoi aspetti geografici.
Dal punto di vista geologico si possono tuttavia riconoscere zone diverse: a sud e a est una zona precambriana costituita dalle più antiche formazioni dello zoccolo continentale (micascisti, gneiss, quarziti, ecc., con intrusioni granitiche); una zona paleozoica a ovest e a nord, comprendente una sezione corrugata ai margini dei Monti del Togo e della catena dell'Atakora; inoltre, una sezione tabulare che fa parte del bacino voltaico.
In particolare, i Monti del Togo, la cui altitudine media si aggira intorno ai 700 m, non rappresentano una catena vera e propria, e, data anche l'intensità dei processi di erosione e peneplanazione, si configurano piuttosto, dal punto di vista morfologico, come una serie di altipiani, costituiti soprattutto da quarziti e separati fra loro da zone depresse.

## Morfologia e idrografia
Nei suoi lineamenti morfologici il territorio è divisibile in fasce, che dal mare si susseguono pressoché parallele verso l'interno. La zona costiera, bassa e sabbiosa, è protetta da una serie di cordoni litoranei, al di là dei quali si aprono stagni, paludi e piccoli laghi costieri, posti in comunicazione con il mare dalla foce del fiume Mono, al confine con il Benin; la zona lagunare raggiunge il suo massimo sviluppo in profondità all'altezza di Porto Séguro, dove si allarga a formare un lago vero e proprio dalle dimensioni considerevoli, il lago Togo.
Oltre la stretta cimosa costiera si stende, su una profondità variabile da 30 a 40 km circa, una regione di basse ondulazioni collinari, che si elevano da poche decine di metri fino ad un massimo di 200 circa nelle zone più interne. Procedendo verso nord, il rilievo si innalza gradualmente e assume la forma di altopiano; in questa regione si ergono i più elevati rilievi del territorio, cui viene attribuito il nome complessivo di Monti del Togo, che attraversano il Paese da nord/nord-est e sud/sud-ovest e che rappresentano i resti di un antico sollevamento ben distinto e diviso attraverso serie parallele di faglie dal resto della superficie continentale; essi raggiungono quote vicine ai 1000 metri.
A nord-ovest dei Monti del Togo si apre il bacino imbrifero del fiume Oti: si tratta di una regione pianeggiante o leggermente ondulata, limitata a nord-ovest da formazioni collinari che si elevano ad oltre 500 m di altitudine presso il confine con il Ghana.
Il fiume Togo tributa interamente al golfo di Guinea, con fiumi numerosi e ricchi d'acqua nella stagione delle piogge, per lo più asciutti o quasi in periodo di magra. L'asse orografico dei Monti del Togo costituisce la principale linea displuviale del Paese dividendolo in due grandi bacini idrografici: a nord-ovest quello dell'Oti e dei suoi affluenti; a sud-est e a sud quello del Mono e dei corsi d'acqua minori che scendono al lago Togo.
Il fiume Oti nasce nel Benin nord-occidentale, dal versante settentrionale dell'Atakora, con il nome di Pendjari e, dopo aver segnato per lungo tratto il confine politico tra lo stesso Benin e il Burkina Faso, penetra nell'estrema sezione nord-orientale del Togo, dove tende a impaludarsi, per procedere poi verso sud-ovest; presso Yogu il suo corso muta direzione e scende decisamente verso sud, segnando per oltre un centinaio di chilometri il confine con il Ghana.
Il Mono, invece, ha origine presso il confine con il Benin dal versante meridionale dell'altopiano di Soudou e, dopo aver costeggiato il monte Koronga, si dirige verso mezzogiorno fino alla sua foce nel golfo di Guinea; il tratto inferiore, per circa 120 km, segna il confine tra il Togo e il Benin; è in questa sezione che il fiume presenta un corso più irregolare e accidentato per le frequenti rapide che rendono difficile la navigazione anche ai piccoli natanti. Il Mono scola un vasto bacino imbrifero mediante vari affluenti, tra cui l'Ogou da sinistra e l'Anié da destra: tutti questi corsi d'acqua scendono dal versante sud-orientale dei Monti del Togo, con un corso per lungo tratto parallelo a quello del fiume principale.

## Clima e flora
Anche in rapporto alla sua limitata estensione, il Togo non presenta condizioni climatiche molto diverse da zona a zona. In generale il Paese ha un clima simile a quello della regione guineana, anche se sensibilmente meno piovoso: la rientranza costiera del golfo di Benin tende infatti a indebolire gli apporti stagionali d'aria umida d'origine oceanica e a far sentire, per contrasto, gli apporti continentali. Così, ad esempio, le precipitazioni sulla costa del Togo sono inferiori a quelle della costa del Ghana, tanto che a Lomé cadono annualmente poco più di 770 mm di pioggia, ossia meno che in certe zone sudanesi. Verso l'interno, però, la presenza dei rilievi è determinante ai fini delle precipitazioni, che aumentano considerevolmente, superando i 1000 mm nella sezione centrale e raggiungendo i 1700 mm nella sezione montuosa sud-occidentale.
Anche per quanto riguarda le temperature, un'importanza rilevante hanno altitudini: alla medesima latitudine, infatti, si verifica di frequente che le zone più elevate presentino eccessi termici meno marcati; tali condizioni più favorevoli all'insediamento umano sono anche determinate dalla diversa quantità di precipitazioni tra le zone pianeggianti e quelle elevate.
Per grandi linee si può dividere il Paese in due regioni climatiche: il Togo settentrionale, caratterizzato da un regime che si avvicina a quello tropicale sudanese, con un'unica stagione di piogge corrispondente all'estate boreale (da maggio a ottobre) e una stagione secca; il Togo meridionale, caratterizzato da un regime subequatoriale con due stagioni piovose (da marzo a giugno e da settembre a ottobre) alternate a due stagioni asciutte.
Le precipitazioni atmosferiche, relativamente poco abbondanti, non sono in grado di alimentare una copertura vegetale particolarmente intensa. La foresta è limitata alle zone più alte, che sono anche le meglio irrorate, e si stende quindi prevalentemente lungo una fascia che attraversa il Paese da sud-ovest a nord-est, mentre nelle zone collinari o pianeggianti è presente soltanto lungo il corso dei fiumi maggiori e si presenta con l'aspetto tipico della foresta a galleria.
Altrove predomina quasi incontrastata la savana più o meno arborata, spesso fortemente degradata dalle secolari attività delle popolazioni agricole. Nel bacino medio del fiume Oti la savana è di tipo sudanese, con cespugli spinosi ed altri adattamenti xerofili, ma con poche piante d'alto fusto. La vegetazione più tipica della regione pianeggiante e di quella costiera è rappresentata soprattutto da palme oleifere e del genere Borassus; non mancano però grandi individui arborei isolati, che, come i Ficus, sono i resti di un'antica vegetazione equatoriale litoranea.